# 反對帝國主義大同盟
反對帝國主義大同盟，简稱反帝大同盟，於1927年2月10日於比利时布鲁塞爾成立的一個反帝國際組織。

## 历史
1924年起，共产国际推动殖民地与半殖民地的民族解放运动，遇到重重困难。因此决定要会聚社会主义工人国际、殖民地的反殖民民族主义资产阶级政党的力量。特别是1924年中国大革命形势高涨，国民党与共产党结成统一战线顺利北伐的刺激。
1925年中国反对英国帝国主义的五卅运动爆发后，共产国际的国际工人救济会主席、德国共产党人威廉·明岑贝尔格领导国际工人救济总会在德国发动了“不干涉中国运动”（Hands Off China Campaign）。1925年8月16日，威廉·明岑贝尔格在柏林召开不干涉中国运动的集会，有近千人参加了会议，其中包括两名中国学者。这两名中国学者向缪岑贝格建议，在布鲁塞尔或者哥本哈根召开一次实实在在的、有世界各方代表参加的反帝国主义殖民政策的会议。威廉·明岑贝尔格由此认识到不单单要关注中国，还要关注世界各殖民地半殖民地的反帝运动。1925年叙利亚爆发了反法国殖民统治的起义，1925年12月，威廉·明岑贝尔格建立反叙利亚暴行委员会（the Committee Against Atrocities in Syria）。1926年2月10日，国际工人救济总会和反叙利亚暴行委员会在柏林召开联席会议，在威廉·明岑贝尔格的倡议下，在柏林成立反殖民压迫大同盟（League Against Colonial Oppression）。柏林联席会议决定在布鲁塞尔召开第一次反帝国主义殖民压迫的国际性会议。
国际工人救济会主席、德国共产党人威廉·明岑贝尔格发起创建反帝大同盟，以个人名义致电中国国民党邓演达：“反帝国主义的殖民政策的行动委员会，定于本年夏季召集反帝国主义殖民政策的国际会议，届时务请广东各团体派员参加，盼电复。”1926年2月8日邓演达向中国国民党中执委常务委员会第三次会议提出《国际工人救济会召集反帝国主义的国际会议，函请广东各团体参加，应如何办理案》：“卫立（即威廉·明岑贝尔格）同志系德国极热忱之烈宁党徒，与本党表示十二分之同情，并努力帮助本党，似应参加与会。”中常会决议：“准派员参加，并请邓演达同志以本党名义电复卫立同志及顺问开会日期。”邓演达致电询问后，接到国民党驻德支部执行委员章伯钧及反殖民压迫大同盟和国际工人救济会来函，告知开会地点在比利时首都布鲁塞尔，会期大约在7月间，但要等收到各国复电后再做确定。1926年4月13日邓演达列席国民党中执委常务委员会第20次会议，汇报了国民党驻德支部参加柏林建立反帝国主义大同盟的活动，并提出“派员参加柏林国际反帝国主义大同盟会议案”，要求具体落实派人参加会议之事。中常会决定：“中央党部拟派胡汉民同志代表本党及国民政府出席国际反帝国主义大同盟会议。但此事应交政治委员会复审为妥。如政治委员会决定派胡，则以熟悉德国情形之廖焕星同志副之，否则中央党部竞[径]派廖焕星同志代表本党就近出席。”廖焕星是第一次国共合作时加入国民党的共产党员，时为中国国民党驻德支部成员，国民政府后指派廖一人与会。
1927年2月10日至15日在比利时布鲁塞爾召开世界反帝大会，175名各国代表与会，其中107人来自37个被殖民国家。“反对帝国主义大同盟”（League Against Imperialism）在布鲁塞尔正式成立，全称为“世界反对帝国主义、争取民族独立大同盟”（League Against Imperialism and For National Independence，缩写为LAI）。威廉·明岑贝尔格邀请了殖民地国家的民族主义革命者包括中国国民党在欧洲的代表廖焕星、刘溥庆、邵力子，印度国大党的尼赫鲁与维连德拉纳什·查托帕迪亚雅 (恰托)、南非非洲人国民大会的乔赛亚·古梅德、阿尔及利亚北非之星的梅萨利·哈吉、印度尼西亚协会的穆罕默德·哈达、加勒比殖民地联盟的Max Clainville-Bloncourt，欧美左翼人士包括芬纳·布罗克韦, 麦克马纳斯, 荷兰工团主义者Edo Fimmen, 雷金纳德·布里奇曼, 加布丽埃勒·杜秦，社会名流如亨利·巴比塞, 罗曼·罗兰，阿尔伯特·爱因斯坦，特邀代表宋庆龄等。大会目的是在全世界创造民众反帝运动。使用“联盟”（league）这个词，是与通过托管地使殖民主义永久化的国际联盟针锋相对。 大会通过了三项决议：中国的反帝斗争、美国对拉美的干涉、黑人解放。会后接着召开了世界反殖民主义大同盟大会。
反帝大同盟的成立宗旨“在于对亚洲、非洲和南美洲的民族主义运动采取统一的支持立场，以对抗国际联盟对殖民主义的维持现状政策，计划把全世界的注意力都集中到使用印度士兵保护英国在中国通商口岸的利益
之类的帝国主义行动上。” 布鲁塞尔会议选举反帝大同盟领导人：
- 名誉主席团：亨利·巴比塞、爱因斯坦、宋庆龄和Lu Chung Lin（似为鹿钟麟，时鹿正奉冯玉祥之命在苏联谋取援助）
- 执行理事会成员：英国工党领袖乔治·兰斯伯里、荷兰工团主义者Edo Fimmen（英语：Edo Fimmen）、印度国大党代表尼赫鲁、中国国民党代表廖焕星、塞内加尔的拉明·桑戈尔（英语：Lamine Senghor）、威廉·明岑贝尔格、波多黎各的曼努埃尔·乌加特、印度尼西亚的穆罕默德·哈达、南非的乔赛亚·古梅德（英语：Josiah Tshangana Gumede）和吉米·拉·古玛（英语：Jimmy La Guma）、安的列斯群岛的Max Clainville-Bloncourt（英语：Max Clainville-Bloncourt）、世界黑人进步协会代表理查德·摩尔（英语：Richard B. Moore）、全美反帝同盟代表曼努埃尔·戈麦斯（英语：Manuel Gomez）、美国民权同盟代表罗杰·纳什·鲍德温（英语：Roger Baldwin）
- 反帝同盟代表Manuel Gomez、美国民权同盟代表Roger Baldwin
- 执行理事会理事长：英国工党领袖乔治·兰斯伯里
- 执行理事会副理事长：荷兰工团主义者Edo Fimmen（英语：Edo Fimmen）
- 执行书记：威廉·明岑贝尔格，加入德国共产党的印度人维连德拉纳什·查托帕迪亚雅 (恰托)（英语：Virendranath Chattopadhyaya）

1927年2月13日蒋介石从广州致电布鲁塞尔大会：“闻贵会已正式开幕，予谨以满腔热忱致电。”
社会主义工人国际拒绝响应倡议并在随后抵制反帝大同盟。工人国际法国支部的让·龙格（马克思的外孙子）批评它为“苏维埃式的含混闲谈”。
1927年12月10日，反帝大同盟执行理事会在布鲁塞尔举行，“专门讨论其内部组织问题，结果新设民族部、国际部等，使内部组织更加完备”。大会召开之日，已因国共分裂而出走苏联的宋庆龄在莫斯科致电布鲁塞尔反帝大同盟执行理事会，对因故未能参加会议表示十分遗憾，并强烈呼吁会议支持中国革命。该电全文译文如下：
反帝大同盟

 布鲁塞尔
万分抱歉因形势所碍不能与会，强烈呼吁大会加强对中国在英日帝国主义的帮助和怂恿下的白色恐怖和军事独裁政权作斗争。中国革命工农的英勇斗争值得全世界受压迫阶级和全世界人民的积极援助，因为中国革命是推翻世界帝国主义堡垒的关键，所以全世界受压迫阶级和全世界人民应该把他们的注意力集中投到中国革命上来，视中国的革命斗争为世界反对帝国主义斗争的前线，尽一切可能来保卫中国的革命斗争。
大会应该立即采取的第一个最实际的步骤是将世界人民组织起来，呼吁帝国主义国家从中国撤出所有军队和炮舰。没有这些军队和炮舰做依靠，反动政府会很容易就被中国人民推翻掉；第二步是要求废除强加于中国的不平等条约，帝国主义列强通过这些不平等条约掠夺了中国的财政大权，从而使中国还不如殖民地国家；第三步是撕去中国反动政府标榜革命从而误导其他国家人民的假面具，向全世界揭露中国反动政府的血腥暴行和帝国主义走狗的本质。
宋庆龄

 1927 年 12 月 10 日

1928年7月，共产国际第六次代表大会，布哈林在会上作了《国际形势和共产国际的任务》报告，提出了资本主义总危机的“第三时期理论”（也称“三阶段”理论）：国际工人运动有三个阶段，第一阶段是“无产阶级直接革命行动底阶段”，第二阶段是无产阶级在“资本主义制度渐次的有了部分的稳定”时的防御阶段，第三阶段是在资本主义危机尖锐化时无产阶级革命全面胜利、资产阶级彻底毁灭的阶段。并说目前已进入“第三阶段”，“第三阶段”必然会发生“帝国主义间的战争，反对苏联的战争，反抗帝国主义的民族解放战争，以及伟大的阶级斗争”“这个阶段必不可免的要加紧资本主义稳定的矛盾，这些矛盾的继续发展必要使资本主义的稳定动摇，要使资本主义之一般的危机更特别尖利化”。“第三时期”又被称为革命或战争时期，认为这个时期将是“大规模阶级搏斗的时期”。随后指出社会党法西斯化。共产国际六大据此通过了《关于国际形势和共产国际的任务提纲》，提出：“制止日益迫近的帝国主义战争，保卫苏联，反对干涉和瓜分中国，保卫中国革命和殖民地起义——这就是目前共产主义运动的主要国际任务。”
1929年7月在法兰克福召开的反帝大同盟第二届大会，84名受压迫国家代表与会。1929年8月1日（共产国际确定的第一个国际反战日）宋庆龄从上海致电反帝大同盟，强烈谴责南京国民政府“勾结帝国主义分子势力，残酷镇压中国人民大众”，指责中国国民党领导人“在背叛国民革命后，他们已不可免地堕落为帝国主义的工具，企图挑起对俄国的战争”。
1932年6月，反帝大同盟执行委员亨利·巴比塞、罗曼·罗兰、宋庆龄等提议世界反战运动。欧、亚、非、美很多国家随即成立了许多反战运动发起委员会。1932年8月27日至29日在阿姆斯特丹举行世界反对帝国主义战争大会，成立“国际反战委员会”（也译作“国际非战联盟”）。1933年2月7日，上海反帝大同盟发表《欢迎世界反帝大同盟东北调查团来华通电》。

## 在中国的分支
- 全国反帝大同盟筹委
  - 历届负责人任弼时、潘汉年、洪灵菲（党团书记）
  - 组织部部长林枫
- 青年反帝大同盟
  - 上海青年反帝大同盟
- 上海反帝大同盟
- 河北省反帝大同盟
- 绥远反帝大同盟[11]
- 哈尔滨反帝大同盟
- 北平反帝大同盟 党团书记王定南
  - 北平市青年反帝大同盟  团组书记郑依平
- 暹罗反帝大同盟：泰国华侨的组织。1928年建立。负责人为陈灼之(琼籍华侨)。团体盟员有赤色工会、赤色学生联合会、赤色妇女会等。1936年后改组为暹罗华侨各界抗日救国联合会。。
- 东京反帝大同盟：在日留学生组织